# Ambros Uchtenhagen

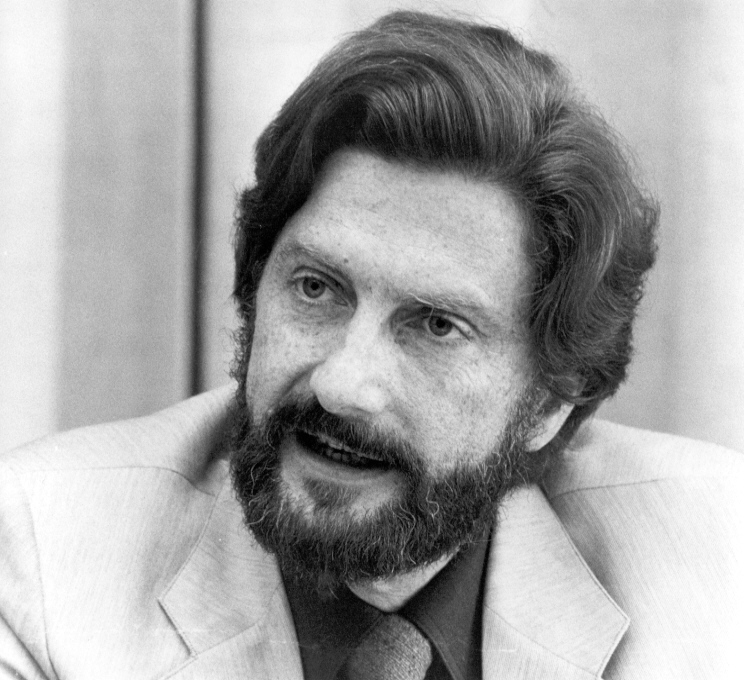
Ambros Uchtenhagen (1986)

Ambros Uchtenhagen (* 23. August 1928 in Basel; † 10. September 2022 in Zürich) war ein Schweizer Psychiater, Psychoanalytiker, Hochschullehrer und Suchtspezialist. 

## Leben
Die Mutter Uchtenhagens entstammte einer Baselbieter Handwerkerfamilie, der Vater wurde – während des Ersten Weltkrieges – als deutscher Berufsoffizier in der Schweiz interniert, nahm das Schweizer Bürgerrecht an und fand im kaufmännischen Bereich Arbeit. Uchtenhagen hatte zwei Brüder.
Nach mehreren Orts- und Schulwechseln besuchte Uchtenhagen schliesslich das Kantonale Realgymnasium in Zürich, das er 1947 mit der Matura abschloss. Uchtenhagen absolvierte das Studium der Philosophie an der Universität Zürich und fügte diesem im Anschluss das Studium der Medizin bei. Nach eigenen Angaben wurde Uchtenhagen nachhaltig durch die Humanisten Ernesto Grassi, der als Gastdozent in Zürich lehrte, und René König, der später das Soziologische Institut der Universität Köln leitete, geprägt. Zu beiden blieb lange ein Kontakt bestehen. Sein Doktorvater Hans Barth genehmigte eine Dissertation über Machttheorien von Platon bis Machiavelli. Gleichzeitig absolvierte Uchtenhagen bei Gustav Bally eine Lehranalyse.
Nach dem Studium liess sich Uchtenhagen zum Spezialarzt in Psychiatrie und Psychotherapie ausbilden. Er war von 1977 bis zu seiner Emeritierung 1995 Professor für Sozialpsychiatrie und Direktor des Sozialpsychiatrischen Dienstes, später: Direktor der Psychiatrischen Universitätsklinik Zürich, Sektor West.
Ambros Uchtenhagen war von 1956 bis zu ihrem Tod 2016 mit Lilian Uchtenhagen verheiratet, die als eine der ersten Nationalrätinnen der Schweiz und Kandidatin für den Bundesrat bekannt wurde. Der sozialpolitische Weg der SP und entsprechende Werte waren für beide wesentlich. 1966 nahm das Ehepaar drei Waisenkinder aus Madagaskar auf, die durch Terre des Hommes in die Schweiz gebracht wurden. Sein Hobby war das Malen, sein beachtliches Werk zeigte er erstmals kurz vor seinem Tod öffentlich. Er starb im September 2022 im Alter von 94 Jahren in Zürich.

## Sozialpsychiatrie
Ambros Uchtenhagen galt als einer der Begründer der Sozialpsychiatrie in der Schweiz. Ab 1970 baute er den Sozialpsychiatrischer Dienst an der Psychiatrische Universitätsklinik Zürich auf, ein Netzwerk aus ambulanter, teilstationärer und stationärer Versorgung für Psychosekranke, Suchtpatienten und psychisch Alterskranke. Er war Gründer und Stiftungsratsvorsitzender des Instituts für Sucht- und Gesundheitsforschung. Er war auch als Gutachter der Weltgesundheitsorganisation (WHO), namentlich in Entwicklungsländern tätig. Uchtenhagen war Mitglied des WHO expert panel on drugs und fungierte als Vizepräsident (bis anfangs Juli 2018 Präsident) der Stiftung für Suchtforschung mit Sitz in Zürich.
Uchtenhagen war Mitglied und lange Zeit Vorstand in der Schweizerischen Gesellschaft für Gruppendynamik und Gruppenpsychotherapie (SGGG).

## Drogenpolitik
Ambros Uchtenhagen war Berater der Parlamentskommissionen bei der Betäubungsmittelgesetzrevision 1975, welche eine Verschärfung der repressiven Massnahmen ermöglichte. Im Streit um die Spritzenabgabe und Spritzentausch 1985/1986 vertrat Uchtenhagen die repressive Ideologie der Zürcher Gesundheitsdirektion. Bis mindestens 1992 stellte sich Ambros Uchtenhagen gegen die Schadenminderung und gegen die Heroinabgabe; die prioritären Ziele waren für ihn Abstinenz, Therapie und Drogenentzug. Das von Uchtenhagen gegründete Zürcher Institut für Suchtforschung wertete die eidgenössischen Heroinversuche (Prove) aus.
Er machte sich in den 1970er-Jahren international einen Namen als Suchtspezialist, da er die Methadon-Abgabe aufbaute und das Schweizer Modell der kontrollierten Heroinabgabe entwarf, welches die Schweizer Drogenpolitik bis heute auf den Arbeiten von Uchtenhagen und dem Arzt André Seidenberg prägt.

## Publikationen
- Untersuchungen zur Theorie der Macht von Platon bis Machiavelli. Iuris Verlag, Zürich 1963.
- mit D. Zimmer-Höfler: Heroinabhängige und ihre „normalen“ Altersgenossen. Herkunft, Lebenssituation und Zweijahresverlauf im Quervergleich. Haupt, Bern 1985.
- mit N. Jovic (Hrsg.): Psychische Störungen im Alter: gutes Umgehen mit eigenem und fremdem Alter. Fachverlag, Zürich 1990.
- mit A. Dobler-Mikola und T. Steffen (Hrsg.): Betäubungsmittelverschreibung an Heroinabhängige: wichtigste Resultate der Schweizerischen Kohortenstudie. Karger, Basel 2000.
- mit W. Zieglgänsberger (Hrsg.): Suchtmedizin: Konzepte, Strategien und therapeutisches Management. Urban & Fischer, München 2000.
- Drug abuse treatment in the prison milieu: a review of the evidence. In: Council of Europe (Hrsg.): Prisons, Drugs and Society. Strassburg 2002, S. 79–98.
- Neu-Orientierung der Medizin – was tut sich im internationalen Umfeld? In: J. Bircher, W. Stauffacher (Hrsg.): Zukunft Medizin Schweiz. Basel 2003.
- Kontrollverlust und Verhaltenskontrolle. In: J. Rink (Hrsg.): Die Suche nach der Kontrolle. Von der Abstinenzabhängigkeit zur Kontrollabhängigkeit Geesthacht 2004, S. 14–23.
- Gesundheits- und Krankheitskonzepte: ihre Komponenten und deren Stellenwert für Diagnostik, Therapie, Begutachtung. In: G. Riemer-Kafka (Hrsg.): Medizinische Gutachten Zürich 2005, S. 9–34.
- Utopische Elemente in den Wissenschaften von der Psyche. In: B. Sitter-Lievers (Hrsg.) Utopie heute II. Zur aktuellen Bedeutung, Funktion und Kritik des utopischen Denkens und Vorstellens. Stuttgart 2007, S. 155–188.
- mit U. Solberg: Guidelines for the evaluation of treatment in the field of problem drug use. A manual for researchers and professionals. European Monitoring Centre for Drugs and Drug Addiction, Lisbon 2007.